# Frederick Septimus Kelly
Frederick Septimus Kelly DSC, né le 29 mai 1881 à Sydney – mort le 13 novembre 1916 à Beaucourt-sur-l'Ancre, est un compositeur et rameur australien puis britannique. Il est mort au front lors de la Première Guerre mondiale.

## Aviron
Frederick Septimus Kelly a pris part aux Jeux olympiques de 1908, à Londres, en aviron.